# Pierre Dreyfus
Pour les articles homonymes, voir Dreyfus.
 (mai 2016).
Si vous disposez d'ouvrages ou d'articles de référence ou si vous connaissez des sites web de qualité traitant du thème abordé ici, merci de compléter l'article en donnant les références utiles à sa vérifiabilité et en les liant à la section « Notes et références ».
Pierre Maurice Dreyfus (Paris, 18 novembre 1907 – Paris, 25 décembre 1994) est un haut fonctionnaire français, PDG du constructeur automobile Renault de 1955 à 1975, et ministre de l'Industrie de 1981 à 1982. Il n'a aucun lien de parenté connu avec Alfred Dreyfus ou la famille Louis-Dreyfus.

## Grand commis de l'État
Ses ancêtres paternels ont vécu pendant plusieurs siècles dans la République de Mulhouse ; ses ancêtres maternels sont des Juifs de Lorraine. Lors de l'annexion de l'Alsace-Lorraine son père opte pour la France et après son service militaire part en 1885 vivre au Salvador où il s'adonne au commerce de cotonnades et du café, puis fonde une banque avant de rentrer en France en 1905.
Il fait ses études au lycée Janson-de-Sailly. Des figures de renom telles que Claude Lévi-Strauss et Robert Marjolin font partie de ses amis d'enfance. Il est élevé dans un milieu areligieux, enfant il ignore qu'il est juif. Il demande tout de même à faire sa Bar-mitzvah et reçoit alors une formation expresse du rabbin Simon Debré.
À l'âge de 18 ans, il se lance dans le monde des affaires. Dès cette époque, il définit sa philosophie : « J'avais horreur de tout cela. Je n'avais qu'une idée en tête : être fonctionnaire, c'est-à-dire au service de l'État. Je considérais que c'était la seule profession qui présentât de l'intérêt. » (Le Monde, 27 décembre 1994) 
Son doctorat en droit obtenu, Dreyfus intègre la fonction publique en 1935 comme conseiller technique au ministère de l’Industrie. Engagé dans la Résistance pendant l’Occupation, il est nommé à la Libération inspecteur général de la Production industrielle. L'ascension est ensuite régulière pour ce haut fonctionnaire courtois, réservé, excellent administrateur : directeur de cabinet du ministre de l’Industrie et du Commerce Robert Lacoste de novembre 1947 à octobre 1949, président des Houillères du Bassin de Lorraine en 1950, président de la Commission de l’Énergie au Plan en 1951, enfin directeur de cabinet du ministre de l’Industrie et du Commerce Maurice Bourgès-Maunoury en 1954. Durant toute cette période, Dreyfus siège également au conseil d’administration de Renault, alors entreprise publique, dont il occupe le poste de vice-président à partir de 1948.

## À la tête d'un géant industriel
Après la mort en février 1955 du PDG de Renault, Pierre Lefaucheux, dans un accident de la route, Dreyfus accepte de prendre les commandes de la Régie. Le choix de l'État, qui ne relève qu'en partie du traditionnel « parachutage » de haut fonctionnaire vu les fonctions de Dreyfus au conseil d'administration, s'avérera une réussite quasi totale. Secondé par des ingénieurs de talent tels qu'Yves Georges ou Claude Prost-Dame, Dreyfus démontre une réelle capacité à anticiper l'évolution du produit automobile et n'hésite pas à engager l'entreprise dans des projets novateurs qui, bien que risqués, rencontrent la réussite commerciale.
Ainsi la Renault 4, première traction de Renault, lancée en 1961 autour du concept révolutionnaire d'une berline à hayon et plancher de chargement plat, est un succès phénoménal et demeure la voiture française la plus produite à ce jour avec plus de huit millions d’exemplaires. La Renault 16, sortie en 1965, est la première berline au monde à arrière transformable et fait naître sur le marché français une préférence pour les carrosseries avec cinq portes qui dure encore.
La plus orthodoxe Renault 12, commercialisée en 1969, n'en est pas moins une familiale « moyenne basse » parfaitement ciblée et restera produite très longtemps en Turquie et en Argentine, et même jusqu'aux années 2000 en Roumanie. Enfin, la Renault 5, sortie en 1972, lance à elle seule le segment des petites citadines et sera produite à cinq millions d’exemplaires, atteignant parfois 18 % des ventes du marché français, un chiffre inégalé depuis.
Dans le même temps, Dreyfus fait de Renault le maître absolu du poids lourd en France avec les acquisitions de Latil et Somua en 1955 pour former la célèbre Saviem puis le rachat en 1975 du numéro deux national : Berliet.
La réussite commerciale de Renault s'accompagne d'importants progrès dans le domaine social, sous l'influence des syndicats et de l'héritage politique de la nationalisation de Renault qui font de l'entreprise la "vitrine" du modèle social français. La troisième semaine de congés payés, une première en France, est acquise en 1955, puis la quatrième en 1962. Pierre Dreyfus contribue de plein gré à ces avancées. Dans son livre La Liberté de réussir, il définit sa conception de patron d’une entreprise nationalisée : Renault doit « enrichir la nation » et « faire progresser la condition des travailleurs. Ces deux objectifs sont indissociables d’une même réalité ». « À quoi », s’interroge-t-il, « servirait une économie prospère si elle n’améliorait pas le sort des hommes ? »
Malgré sa sensibilité démontrée aux questions sociales, Dreyfus n'en reste pas moins le défenseur rigoureux et parfois acharné des intérêts économiques de son entreprise. Les relations entre employés et patronat, tendues après les événements de mai 1968, dégénèrent au début des années 1970 en actions très dures dont les conséquences sont parfois dramatiques. Pierre Dreyfus se retrouve ainsi cité à comparaître au procès de l'agent de sécurité de Renault Jean-Antoine Tramoni, jugé pour le meurtre du militant maoïste Pierre Overney en février 1972 lors d'une manifestation devant l'usine de Billancourt. L'image fait sensation dans une France qui n'a pas encore l'habitude de voir chefs d'entreprise et hauts fonctionnaires défiler au prétoire.
Les dernières années de Pierre Dreyfus à la tête de la Régie présentent un bilan contrasté. D'un côté, le succès phénoménal de la Renault 5 dope les finances de l'entreprise et la propulse vers le sommet du marché européen. L'investissement fait dans le sport automobile (lancement des projets Formule 1 et 24 Heures du Mans) connaîtra un succès de renommée mondiale et établira l'image de marque technologique de Renault. De l'autre, aucun des produits définis en fin de mandat n'aura la même réussite que leurs prédécesseurs des années 1960. Les coupés Renault 15 et 17 feront de la figuration face aux Ford Capri ou autres Opel Manta. La Renault 30, ambitieux haut de gamme à moteur V6, échouera à faire accepter la carrosserie 5 portes dans ce segment du marché. Son dérivé en gamme moyenne haute, la Renault 20 qui remplace la légendaire Renault 16, souffrira à ses débuts d'une sous-motorisation qui écornera durablement les ventes. La Renault 14, importante pour la Régie sur son cœur de marché en gamme moyenne basse, s'avérera un net échec en raison d'une esthétique pataude desservie de surcroît par une campagne publicitaire désastreuse (la « poire »). La Renault 18 (2 028 964 exemplaires), qui remplace la Renault 12 (4 090 629 exemplaires)  en gamme moyenne basse berline 4 portes et break, se révèlera dépassée dès son lancement par une Peugeot 305  (1 649 177 exemplaires) techniquement plus moderne et esthétiquement plus attrayante. Lorsqu'il cède la place à Bernard Vernier-Palliez en décembre 1975, Pierre Dreyfus laisse ainsi à son successeur une entreprise dont l'expansion à court terme masque les prémisses d'un déclin que ni Vernier-Palliez, ni Bernard Hanon après lui n'arriveront à enrayer avant la grave crise de 1985.

## Ministre et conseiller
Dreyfus est de longue date proche de la pensée socialiste. Il adhère jeune à la SFIO, précurseur de l'actuel Parti socialiste, mais la quitte en 1936 à la suite d'un désaccord avec la politique de Léon Blum (alors chef du gouvernement) sur la Guerre d'Espagne. Pendant sa carrière chez Renault, Dreyfus se retranche derrière sa rigoureuse réserve de haut fonctionnaire, mais se déclarera « socialiste, s’il faut choisir une étiquette » après son départ (Le Nouvel Observateur, novembre 1979).
Il renoue ouvertement avec la politique après l'élection à la présidence de la République de François Mitterrand en 1981 et accepte le poste de ministre de l’Industrie dans le gouvernement de Pierre Mauroy, en plein « état de grâce » socialiste après vingt-trois ans dans l'opposition. Il prend pour directeur de cabinet Loïk Le Floch-Prigent.
Fatigué, Dreyfus démissionne en juin 1982 au bout d'un an seulement mais conserve quelques années encore une fonction de conseiller auprès du président de la République. Il fait également partie du conseil de surveillance du groupe pharmaceutique Roussel-Uclaf avant de se retirer de la vie publique.